# Akindżi

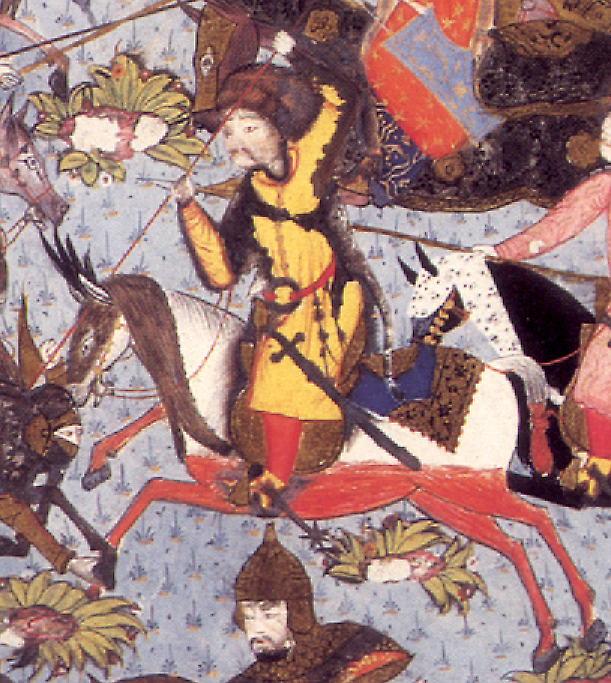
Akındżi lekka jazda w Imperium Osmańskim

Akindżi (Akindżajowie) – nieregularna jazda turecka uzbrojona w łuki i szable, występująca od czasów Seldżuków do XVIII wieku.
Do połowy XIV wieku byli główną siłą władców Turcji. Oddziały te zarówno podejmowały samodzielne ataki na tereny nieprzyjacielskie jak i  był wykorzystywane do prowadzenia działań osłonowych w czasie kampanii wojennych. Po reformach wojskowych przeprowadzonych przez sułtana Orchana akindżi przekształceni zostali w lekką jazdę mającą na celu prowadzenie rozpoznania oraz rajdy łupieżcze na zapleczu nieprzyjaciela. W trakcie bitew ustawiani byli przed głównym szykiem bojowym lub razem ze spahisami na skrzydłach. Rekrutowano ich przeważnie spośród pasterzy. Bywali wśród nich chrześcijanie. Ponieważ nie otrzymywali żołdu, zwolnieni byli z wszelkich danin, a w trakcie działań wojennych mieli prawo zachowania zdobytych przez siebie łupów. Przegląd sił akindżi przeprowadzano co miesiąc.
W późniejszym okresie ten typ żołnierzy rozpowszechnił się wśród państw wasalnych Imperium osmańskiego. Akindżi pojawili się w wojskach Mołdawii, Wołoszczyzny, Gruzji, Chanatu Krymskiego oraz u Kurdów. W XVIII wieku jazda typu akindżi zaniknęła.

## Literatura
- Mała Encyklopedia Wojskowa, 1967, Wydanie I
- Encyklopedia historyczna świata, tom IV, oprac. Salamon M. i Waśko A., Kraków 2000